# Как питаться с помощью задницы
Как питаться с помощью задницы (англ. How to Eat with Your Butt) — эпизод 510 (№ 75) сериала «Южный Парк», премьера которого состоялась 14 ноября 2001 года.

## Сюжет
Картман публикует на пакетах с молоком фотографию Кенни, просунувшего задницу в капюшон своей парки. Семья из другого штата, страдающая редкой болезнью, принимает Кенни за своего пропавшего сына. Картман не может теперь смеяться, потому что потянул «смеховую мышцу», но на самом деле его в первый раз испытали угрызения совести. Он снова пытается засмеяться, но ничего не получается. А семья с помощью детей находят своего сына, которым оказывается Бен Аффлек.

## Смерть Кенни
В новостях говорят о мотоциклисте-убийце, под колёсами которого и погиб Кенни в конце эпизода, переходя дорогу к Картману домой.

## Факты
- В этом эпизоде впервые в сериале можно увидеть Кайла без шапки-ушанки. Оказывается, у него рыжие волосы и высокая причёска в стиле «афро».

## Критика
Эпизод содержит полный спектр юмористических приёмов, характерных для всего сериала, таких как «сортирный» юмор, остроты и гэги, а также несколько примеров теории несоответствия, как вербального, так и визуального. Кроме того, подобно серии «У Усамы бен Ладена вонючие штаны», эпизод вызвал противоречивую реакцию зрителей, затрагивая различные болезненные темы: так, например, в эпизоде упоминается вымышленный «синдром телесной полярности», при котором у людей вместо лица вырастали ягодицы.